# 医生
醫生（英語：The Doctor (painting)），中國古代称大夫或郎中，是從事醫學業務的專業人士，經由研習、診斷、預後、治療各種疾病、創傷、身心損傷，以促進、維持、恢復健康。
醫生是中国大陆、香港、澳门对现代医学从业者的专业职称，而台湾、日本、韩国、朝鲜则称为醫師。醫師可能會將其執業重點放在特定的疾病類別、病患類型、治療方法上，即專科醫師，或可能負責為個人、家庭、社區提供持續性和全面性的醫療保健服務，即一般科醫師。「醫生」的「生」指先生，為敬称。日语中「醫生」指医学生；而在日本统治时期的朝鲜和台湾，「醫生」指传统医学从业者。
中國三国東吳名医董奉晚年为百姓治病不收诊费和药钱，但要求病人痊愈后必须到山上种植杏树，名为「康乐杏」，后来「杏林」用於指「醫界」。

## 人力短缺

2018年每千人擁有的醫師人數

許多開發中國家有醫生人力不足的問題。2015年，美國醫學院協會，雖然美國如今擁有超過一百萬名職業醫生，提醒美國在2025年可能面臨高達9萬名醫生的人力短缺。

## 社會角色和世界觀

### 生物醫學
受西方文化影響，近幾個世紀以來醫學越來越走向科學的還原論和唯物主義，醫療人類學家通常稱之為生物醫學，這種發展型態在現代工業化的世界占主導地位。生物醫學「以文化上獨特方式系統性的闡述人體和疾病」，是醫學生學習的世界觀。依此常規，醫學模型是培訓所有醫生的完整程序，包括心理態度。

### 醫生自身健康
有些評論員認為醫生有責任在健康事務上為民眾樹立榜樣，例如不吸菸。確實在多數西方國家醫生相對較少吸煙，他們的專業知識的確對其健康和生活方式產生有益的影響。根據對男性醫生的研究，醫生的預期壽命（白人73歲，黑人69歲）比律師或許多其他受高等教育的專業人士略高。與一般民眾相比，醫生較為少見的死因包括呼吸系統疾病（包括肺炎、塵肺病、慢性阻塞性肺病，但不包括肺氣腫和其他慢性呼吸道阻塞）、酒精相關疾病、乙狀結腸直腸癌、肛門癌、細菌性疾病。
醫生容易受職業危害，有格言說「醫生會成為最糟糕的病人」，主因是醫生發現自己有症狀時，會比一般的病患焦慮，醫生會將之前在醫學院學習的疾病套用在自己身上並推想最糟糕的診斷或結果。焦慮可能使之拒絕承認症狀或其意義，導致延遲就醫。焦慮可能影響病史，使之忽視重要的部分以避免為其診治的醫生做出嚴重的結論或行動。醫生較其他人多見的死因包括醫生自殺、自我傷害、藥物相關致死、交通事故、腦血管疾病、冠狀動脈疾病。醫生也容易職業過勞，其表現為長期的壓力反應，特徵包含對病患的照護品質變差、情緒疲憊、個人成就感下降。美國醫療照護暨品質研究所的研究報告顯示時間壓力是造成職業過勞的最大原因。美國醫學會的調查顯示超過一半的受訪者認為「太多的官僚任務」是職業過勞的主要原因。
中華民國醫師因為沒有納入《勞動基準法》，長期處在過勞狀態，甚至因值勤過久與壓力因素導致中風、猝死等情形。2017年2月仍然有許多加班過勞的醫師與護理師。中華民國勞動部公告住院醫師自2019年9月1日起適用《勞動基準法》，但工時反而變長，主治醫師則尚未納入。

## 教育与訓練
世界各地的醫學教育訓練與職業途徑都不同。

### 美國
在美國要成為醫生可讀取幾種不同的學位：醫學士學位Medical Doctor（簡稱MD), 整骨醫學博士(Doctor of Osteopathic Medicine, DO) 或是足科醫學博士（Doctor of Podiatric Medicine, DPM)。醫學學位屬於大學後專業博士學位（graduate-entry professional degree），與其他「專業博士」學位，包括牙醫學士（Doctor of Dental Science，D.D.S.）以及法律博士（Juris Doctor, J.D.) 等擁有相同的地位。國際教育標準分類法將美國的法律博士（J.D.）、醫學士（M.D.）和牙醫學士（D.D.S.）等專業學位視為 ISCED 2011 level 7 （ISCED-P: 757 or 767），等效於碩士學位等級。
醫學士學位是必須在就讀完大學學位才可申請的。大學課程領域沒有一定限制，可以是理科或是文科，包括生物,物理,數學，也可以是社會,音樂,歷史等等文科。在入门训练完成之后，刚毕业的医生需要三至八年的时间在監督下行医，此時為實習醫師。
畢業生擁有大學給予的醫學學位，使其有資格根據特定國家（有時是多個國家）的法律許可取得醫師執照，但必須滿足實習或其他額外條件。

### 臺灣
在臺灣，醫學院提供6年制醫學系或4年制學士後醫學系，畢業前1－2年為見習醫師，可進行醫學觀察，不能執行醫療介入；畢業取得醫學士學位後可參加考試取得衛生福利部認證的醫師證書。為避免醫療糾紛，2013年實習醫師階段改至取得醫師證書後接受畢業後一般醫學訓練（PGY訓練）。須經2年PGY訓練方可獨立開業，如一般科醫師。PGY訓練後多數醫師選擇各專科醫學會認可的教學醫院訓練其專科（如：內科），應徵成為「住院醫師」，與同科「主治醫師」共同照顧病患並從中學習，訓練期滿通過考試可取得專科醫師認證。部分專科設有次專科（如：心臟內科），以求更專業的治療該類病患，訓練期間為「研修醫師」（英語：Fellow），訓練期滿通過考試可取得次專科認證。並非所有專科或次專科皆受衛生福利部認證。一般科或專科醫師自行成立醫療院所或受雇執業，則為「主治醫師」。

## 規範
在大多數的司法管轄區，醫生需要政府許可才能執業，除了是為了促進公共安全，也能保護政府支出，因為各國政府常提供醫療補貼。未經許可而行醫者稱為密醫。
在某些司法管轄區，例如新加坡，即使醫生僅有基本理學士學位（非醫學士），也常會在信件或名片中使用「Dr」作為稱呼。在德國等其他國家或地區，只有擁有學術醫學士學位的醫生才能自稱為醫生，另一方面，歐洲研究理事會判定德國醫學士學位不符合哲學博士學位的國際標準。

### 績效和專業監督
醫療疏失、藥物濫用、其他醫生專業問題在全世界引起廣泛關注，特別是2000年一項重要報告發表後，開啟了病患安全運動。

## 延伸閱讀
- Bell, Whitfield J. "Medical practice in colonial America." Bulletin of the History of Medicine 31.5 (1957): 442-453 online （页面存档备份，存于）.
- Hamilton, Bernice. “The Medical Professions in the Eighteenth Century.” Economic History Review 4#2 1951, pp. 141–169. online （页面存档备份，存于） in Britain
- Holloway, Sydney WF. "Medical education in England, 1830–1858: A sociological analysis." History 49.167 (1964): 299-324. online （页面存档备份，存于）
- Keevil, John Joyce. Medicine and the Navy, 1200-1900 (4 vol E. & S. Livingstone, 1957) on Royal Navy
- Porter, Roy. Disease, medicine and society in England, 1550-1860 (Cambridge University Press, 1995).

## 外部連結
- 维基共享资源上的相關多媒體資源：医生